# Great Britain Hockey
Great Britain Hockey ist der Verband für die Hockeynationalmannschaften Großbritanniens. Der Verband ist Mitglied des Nationalen Olympischen Komitees für Großbritannien, der British Olympic Association.

## Aufgabe
Hockey in Großbritannien wird in den drei Landesverbänden England, Schottland und Wales organisiert. Diese sind auch eigenständige Mitglieder des Welthockeyverbandes FIH und treten zu allen internationalen Hockeyturnieren an. Eine Ausnahme bilden jedoch die Olympischen Spiele, zu denen seit 1928 jeweils nur ein Team aus Großbritannien startberechtigt ist. Daher gibt es neben den Hockeynationalmannschaften der Landesverbände noch die Hockeynationalmannschaften (Damen und Herren) von Großbritannien. Diese werden von Great Britain Hockey organisiert und treten nur bei Olympischen Spielen und zur Vorbereitung dazu auf.
Nordirland gehört zur Irish Hockey Association, die auch nach der Teilung die gesamte irische Insel repräsentiert. 
Great Britain Hockey ist assoziiertes Mitglied des Welthockeyverbandes und wird nicht in der FIH-Weltrangliste geführt.

## Geschichte
Der Verband wurde am 2. Februar 1948 als British Hockey Board gegründet. Nach dem Zweiten Weltkrieg hatte Großbritannien die Olympischen Spiele 1948 übernommen und als Gastgeber wollte man natürlich auch am Hockeyturnier teilnehmen. Seit Amsterdam 1928 war der Welthockeyverband für die olympischen Hockeyturniere zuständig und seitdem hatte Großbritannien nicht mehr teilgenommen. Mit der Gründung des Britischen Verbandes wurde der Boykott beendet.
1948 gewann Großbritannien nach einer 0:4-Niederlage gegen Indien die Silbermedaille, vier Jahre später in Helsinki die Bronzemedaille. Dann folgte eine lange medaillenlose Zeit. Erst wieder 1984 in Los Angeles gewannen die britischen Herren Bronze, vier Jahre später in Seoul Gold. Die Damen holten bisher zweimal Bronze: 1992 in Terrassa und 2012 in London.